# Selkäkari (ö i Finland, Birkaland, Södra Birkaland, lat 61,07, long 23,33)
Selkäkari är en helt obetydlig liten ö i Finland. Den ligger i sjön Valajärvi och i kommunen Urdiala i den ekonomiska regionen  Södra Birkaland och landskapet Birkaland, i den södra delen av landet, 130 km nordväst om huvudstaden Helsingfors.